# Карапеле Калвизио
Карапѐле Калвѝзио (на италиански: Carapelle Calvisio) е село и община в Южна Италия, провинция Акуила, регион Абруцо. Разположено е на 910 m надморска височина. Населението на общината е 82 души (към 2010 г.).